# Arly Jover
Araceli Jover Comas (Melilla, España, 2 de febrero de 1971), más conocida por su nombre artístico Arly Jover, es una actriz española de cine y televisión.

## Actividad profesional
Era la menor de siete hermanos –cuatro mujeres y tres varones- y cuando tenía cinco años la familia se mudó a Mallorca, en las islas Baleares obligada por el destino asignado al padre, que era militar. Durante sus primeros años, quería convertirse en bailarina y comenzó a bailar a los 8 años. A los 14 años abandonó sus estudios formales y al año siguiente obtuvo una beca del Comité Hispano Norteamericano que le permitió ir a la Escuela Americana de Ballet -School of American Ballet- estudiar danza bajo el auspicio de Martha Graham para lo cual fue a vivir a Nueva York. Sufrió una lesión en los músculos abductores que no pudo solucionar una operación quirúrgica, por lo que debió dejar el baile y fue así que a los dos años y medio de residir en Estados Unidos su carrera profesional se orientó hacia la actuación; se radicó en Los Ángeles y estudió arte dramático durante siete años mientras se sostenía económicamente con trabajos en publicidad.
En 1993 obtuvo su primer papel en un episodio de la serie televisiva Women: Stories of Passion y protagonizó dos películas internacionales Tango y The Ballad of Johnny-Jane. Después de eso, trabajó más en televisión, antes de hacer su primer debut en el cine estadounidense en Blade, en 1998, como Mercury; la vampiro amante del Diacon Frost. 
En los años siguientes protagonizó varios papeles pequeños en películas y episodios de televisión, así como papeles más importantes en otras películas como Fish in a Barrel y Vampires: Los Muertos. Luego de 18 años en los Estados Unidos, se mudó a Francia. Poco después de llegar allí, obtuvo el importante papel de Anna, un personaje ambiguo de la película El imperio de los lobos junto a Jean Reno, con dirección de Chris Nahon sobre una novela de Jean-Christophe Grangé. 
Actualmente continúa residiendo en París, Francia, con su hija, Shai. Su familia todavía vive en Mallorca, España, donde Arly los visita todos los años durante el verano.

## Filmografía
Intérprete
- Tango (1994)
- The Ballad of Johnny-Jane (1995)
- Blade (1998) — Mercury
- Maria & Jose (2000) — Maria
- Everything Put Together (2000) — Enfermera Edna
- The Young Unknowns (2000) — Paloma
- Four Dogs Playing Poker (2000) — Maria
- Fish in a Barrel (2001) — Nina
- Imposter (2002) — Cronista 2
- Vampires: Los Muertos (2002) — Una
- April's Shower (2003) — Sophie
- Empire of the Wolves (2005) — Anna Heymes
- Madame Irma (2006) — Inés
- Two Worlds (2007) — Delphine
- Little Ashes (2009) — Gala Dali
- The Minister (2011) — Séverine Saint-Jean
- Qui a envie d'être aimé? (2011) — Claire
- The Girl with the Dragon Tattoo (2011) — Liv
- Turning Tide (2013) — Anna Bruckner
- The Idealist (2015) — Estibaliz
- 2 noches hasta la mañana (2015) — Céline
- A Prominent Patient (2016) — Marcia Davenport
- Axolotl Overkill (2017) — Alice
- Dissolution  (cortometraje, 2017)
- Dead End (cortometraje, 2019)
- Upend  (2019)
- Arthur's Choice  (2019) — Alice Garbo

Productora
- Mixed Emotions  (cortometraje, 2017) — Her
- Dissolution  (cortometraje, 2017)
- Dead End (cortometraje, 2019)
- Upend  (2019)

Guionista
- Mixed Emotions  (cortometraje, 2017) — Her
- Dead End (cortometraje, 2019)
- Upend  (2019)

Directora
- Dead End (cortometraje, 2019)

## Televisión
Actuación
- Women: Stories of Passion (1993) — Pascal
- Players (1998) — Kiva
- Dragnet (2003) — Katrina Fluery
- L'Enfant d'une autre (2005)
- Magnum Opus (serie, 2015) —Irune Gormendia
- Malaterra (miniserie, 2015) —Adriana Agnese
- Mixed Emotions  (cortometraje, 2017) — Her
- The Show (serie, 2018)
- Sense8 (serie, 2018) 
  - Amor Vincit Omnia (2018) ... Georges

Presentaciones como ella misma
- Jour de fête (serie, 2006)
- La méthode Cauet (serie, 2007)
- The Montes Method (series documental, 2019)